# Língua caro
A língua caro (pela ortografia etnonímica, língua karo), anteriormente conhecida como língua arara-caro, é uma língua da família ramarrama, pertencente ao tronco tupi, falada pelo povo arara-caro, também conhecido como arara-de-rondônia.
Por muito tempo, pensou-se haver outras línguas irmãs pertencentes à mesma família: ntogapíd (ou itogapuque), ramarrama, urucu, urumi e itangá. De fato, todas essas supostas línguas são uma mesma e única língua, que recebeu diferentes nomes por diferentes etnólogos que coletaram listas de palavras com seus falantes em diferentes períodos.

## Vocabulário
Alguns nomes de plantas e animais na língua caro:
| Português          | Karo (fonológica)                     | Karo (fonética)                                 |
| ------------------ | ------------------------------------- | ----------------------------------------------- |
| abacaxi            | anana                                 | anaˈnᵈa; anaˈnᵈa ~ anə̃ˈnᵈa; anaˈnᵈā             |
| amendoim           | makap                                 | maˈkːap̚; maˈkːāp̚                                |
| anta               | naʔto                                 | naʔˈtɔ; naʔˈtɔ̄                                  |
| aranha             | paramit; paramit + pap > paramit pap  | paɾaˈmit̚; paɾaˈmīt                              |
| arara              | karo                                  | kaɾo; ˈkaɾo; ˈkāɾō                              |
| arraia             | yaw + peʔ > yaw beʔ                   | yaw                                             |
| árvore             | ma'ʔɨp; maʔɨp                         | ̪maˈʔɨp̚; maˈʔɨp̚                                  |
| beija-flor         | kãram; kã́ram + pɨ́ʔ > kãram mɨ́ʔ; kã́ram | kə̃ɾ̃ə̃m; ˈkə̃ɾ̃ə̃m; ˈkə̃́ɾ̃ə̃́m; ˈkə̃́ɾə̃́m                   |
| berne              | ʔõt; ʔõt + kap > ʔõt kap              | ʔõt̚; ˈʔõt̚                                       |
| bicho-de-pé        | moca                                  | moˈcːa; moˈcːā                                  |
| borboleta          | kɨrɨwep                               | kɨɾɨˈwɛp̚                                        |
| borrachudo         | mĩ.rup                                |                                                 |
| cacau              |                                       | aɣaˈya; aɣaˈya ~ agaˈya                         |
| cachorro do mato   | magoyapan + peʔ > magoyapan meʔ       |                                                 |
| calango            | yaʔo                                  | yaˈʔɔ                                           |
| camaleão           | yamomõ                                | yamoˈmõ; yamoˈmõ ~ yamõˈmõ                      |
| capivara           | mãro                                  | mə̃ɾo; mə̃ɾ̃õ; ˈmə̃ɾ̃õ                               |
| caracol            | waro                                  | waɾo; ˈwaɾo; ˈwāɾō                              |
| caranguejo         | koya                                  | koˈya                                           |
| carapanã           | tik                                   | tik̚; ˈtik                                       |
| cipó               | napə                                  | naˈpːə; naˈpːə̄                                  |
| cobra              | mãygãra                               | mə̃yˈgə̃ɾa; mə̃ỹˈgə̃ɾa; mə̃ỹˈgə̃ɾ̃a                    |
| curimba (peixe)    | parat                                 | paɾat̚; ˈpaɾat̚                                   |
| cutia              | wakãya; cago                          | waˈkːə̃ya; waˈkːə̃ỹa; ˈcago                       |
| cutia-arara        | cago                                  | cago                                            |
| fava               | maʔta                                 | maʔˈta                                          |
| gato               |                                       | cə̃n                                             |
| gavião             | kokõ                                  | koˈkːõ; koˈkːȭ                                  |
| genipapo           | ɨ                                     |                                                 |
| irara              | ei                                    | ʰɛˈi; ɛˈi; eˈi                                  |
| jabuti             | móa; mó.a                             | mᵇóá; ˈmᵇóá                                     |
| jacaré             | wayo                                  | waˈyɔ; waˈyɔ̄                                    |
| jacu               | korét                                 | koˈɾét̚; koɾˈét̚                                  |
| juriti             | koyo                                  | kɔˈyɔ                                           |
| macaco             | naʔwəy                                | naʔˈwəy; naʔˈwə̃y                                |
| macaco (esp.)      | cego; caʔkĩn                          | caʔˈkīn; cɛgo; ˈcɛgo; ˈcɛ̄gō; caʔˈkĩ̄n            |
| macaco guariba     | yaɨ                                   | yaˈɨ                                            |
| macaco paroacu     | cap mãyhi                             | (cap mə̃y) ˈhi; cap mə̃ỹˈhi                       |
| macaco preguiça    | aʔi                                   | aˈʔi                                            |
| macaco zogue-zogue | motogo                                | mɔtːɔgɔ; mɔˈtːɔ̄gɔ̄                               |
| macaco-barrigudo   | cego capot                            | cɛgo caˈpːɔt̚                                    |
| macaxeira          | mani                                  | maˈni; maˈni ~ mə̃ˈni                            |
| mamão              | op                                    | ɔp̚; ˈɔp̚                                         |
| marimbondo         | naʔmɨ                                 | naʔˈmᵇɨ                                         |
| minhoca            | atĩŋ + pap > atĩŋ map                 | aˈtːĩŋ                                          |
| morcego            | i.yo; iyo + peʔ > iyo beʔ             | iˈyɔ; ʰiˈyɔ                                     |
| mucura             | mocay                                 | moˈcːay; moˈcːāy                                |
| nambu              | mopɨk; pecía                          | moˈpːtɨk̚; pɛˈcːíá; moˈpːɨk̚; moˈpː̚ɨk̚             |
| nambu roxo         | pãpã                                  | pə̃ˈpːə̃; pə̃ˈpːə̃̄                                  |
| nambu-galinha      | pecía + káʔ > pecía gáʔ               | pɛˈcːíá                                         |
| onça               | ameko; a.me.ko                        | amɛˈkːɔ; ameˈkːɔ; ʰamɛˈkːɔ                      |
| paca               | yaba                                  | yaba; yaβa; yaβa ~ ˈyaba; ˈyaba; ˈyābā          |
| pacu               | pako                                  | paˈkːɔ; paˈkːɔ̄                                  |
| pajé               | agóaʔpət                              | ʰaˈgóáʔpət̚; aˈgóáʔpət̚                           |
| palmeira           | matek; matek + káʔ > matek káʔ        | maˈtːɛk̚                                         |
| papagaio           | aoro                                  | aˈɔɾɔ; ʰaˈɔɾɔ                                   |
| patuá (fruta)      | í.u                                   |                                                 |
| peixe-cachorro     | ip cah.yoy                            | ip cahˈyɔy                                      |
| piranha            |                                       | ihˈyə̃y; ihˈỹə̃ỹ                                  |
| poraquê            | yogo                                  | yɔgɔ; ˈyɔgɔ; ˈyɔ̄gɔ̄                              |
| porco-espinho      |                                       | aˈt:ə̃ŋ                                          |
| roxinho (madeira)  | pã́ram                                 | pə̃ˈpːə̃; ˈpə̃ɾ̃ə̃m; ˈpə̃́ɾ̃ə̃́m; ˈpə̃́ɾə̃́m                  |
| taboca             | kagãw + káʔ > kagãw gáʔ; kagã́w        | kaˈgə̃w̃; kaˈgã́w̃                                  |
| tamanduá           |                                       | ɛɾɛˈpːɔ                                         |
| tamanduá-mirim     | carapotĩya                            | caɾapoˈtːĩỹa                                    |
| tatu               | yayo                                  | yaˈyɔ                                           |
| tatu canastra      | parato                                | paɾaˈtːɔ̄                                        |
| tucandera          | napía                                 | naˈpːíá; (naˈpːíá) ˈhayam pɨ́ʔ; naˈpːía          |
| urubu              |                                       | ciβɛˈkːɔᵈn; cibɛˈkːɔᵈn; ciβɛˈkːɔᵈn ~ cibɛˈkːɔᵈn |
| veado              | itɨ; iti                              | iˈtːɨ                                           |